# Kvangun Egyetem állomás
Kvangun (Gwangun) Egyetem állomás föld feletti metróállomás a szöuli metró 1-es vonalán. Egyúttal a hagyományos Kjongvon (Gyeongwon) vasútvonal, valamint a Kjongcshun (Gyeongchun) vonal állomása is, de csak csúcsidőben közlekednek innen vonatok. Hagyományos vasútállomásként a Mangu vonalat is kiszolgálja. 1963-tól 2013-ig Szongbuk (Seongbuk) állomás (성북역) volt a neve.

## Viszonylatok
| 1-es vonal                                             | 1-es vonal                         | 1-es vonal                                                         |
| ------------------------------------------------------ | ---------------------------------- | ------------------------------------------------------------------ |
| Volgje (Wolgje) Szojoszan (Soyosan) felé               | Kjongvon (Gyeongwon) személyvonat  | Szokkje (Seokgye) Incshon (Incheon) vagy Sincshang (Sinchang) felé |
| Cshang-tong (Chang-dong) Tonducshon (Dongducheon) felé | Kjongvon (Gyeongwon) expresszvonat | Szokkje (Seokgye) Incshon (Incheon) felé                           |
| Korail                                                 |                                    |                                                                    |
| Szokkje (Seokgye) Jongszan (Yongsan) felé              | Kjongvon (Gyeongwon) vonal         | Volgje (Wolgje) Pengmagodzsi (Baengmagoji) felé                    |
| Kjongcshun (Gyeongchun) vonal                          |                                    |                                                                    |
| végállomás                                             | Mangu vonal                        | Szangbong (Sangbong) Cshuncshon (Chuncheon) és Mangu felé          |